# 国際連合安全保障理事会決議147
国際連合安全保障理事会決議147（こくさいれんごうあんぜんほしょうりじかいけつぎ147、英: United Nations Security Council Resolution 147, UNSCR147）は、1960年8月23日に国際連合安全保障理事会で全会一致で採択された決議である。ダホメ共和国（現在のベナン）の国連加盟申請を検討し、同国の加盟承認を総会に勧告した。